# Akiva ben Jozef
Jozef ben Akiva (učitelj Akiva) (50. – 132.), židovski znanstvenik i filozof, sistematizator običajnih pravnih uzanci svojega naroda. Rimljani ga osudili na smrt kao pobunjenika. Pogubljen je u rimskom zatvoru u Cesareji.